# Vic Tandy
Vic Tandy (17 de febrero de 1955-23 de julio de 2005) fue profesor británico de tecnología de la información en la Universidad de Coventry, Inglaterra, e ingeniero. Era conocido por su investigación sobre la relación entre infrasonidos y apariciones fantasmales.

## Carrera
Durante 2001, se le pidió a Tandy que investigara la bodega del Centro de Información Turística de Coventry y en 2004 formó parte de un grupo de investigación que buscaba actividad paranormal en el Castillo de Warwick. En ambos casos encontró altos niveles de infrasonido presente. Tandy también realizó experimentos a gran escala, incluido un experimento con 750 participantes en el Royal Festival Hall de Londres.
Tandy también escribió una columna de computadora para el periódico Coventry Telegraph, y sobre el uso de computadoras en la educación superior. También fue miembro asociado de la Sociedad para la Investigación Psíquica y un ingeniero colegiado.

## Sociedad mágica de Leamington y Warwick
Vic Tandy tenía interés en las habilidades y trucos tradicionales de conjuración utilizados por los magos de escena. Él creía que este tipo de conocimiento le permitía detectar engaños. En el momento de su muerte, era un miembro totalmente pagado de la Sociedad Mágica de Leamington y Warwick.

## Trabajar con infrasonido
A principios de la década de 1980, Tandy estaba trabajando en un laboratorio de investigación para una empresa de fabricación médica, cuando, en sus propias palabras: "Estaba sudando pero tenía frío, y la sensación de depresión era notable, pero también había algo más. Era como si algo estaba en la habitación conmigo". Tandy luego afirmó haber visto surgir un espíritu en su visión periférica, pero cuando se volvió para mirar a la figura, desapareció.
Descubrió la causa de la "obsesión" por accidente. Al día siguiente, Tandy, un gran esgrimista, estaba puliendo su espada cuando notó que la cuchilla vibraba incluso cuando estaba sujeta en un vicio. A partir de esto, Tandy desarrolló la idea de que el infrasonido podría estar presente en el laboratorio. La experimentación adicional mostró que el infrasonido atrapado en el laboratorio estaba en su punto más alto junto al escritorio de Tandy, justo donde había visto al fantasma. Se descubrió que el infrasonido provenía de un extractor recién instalado.
Tandy recreó su experiencia y, con la ayuda del Dr. Tony Lawrence, pudo publicar sus hallazgos en el Journal of the Society for Psychical Research. Su investigación los llevó a concluir que el infrasonido en o alrededor de una frecuencia de 19 Hz, tiene una gama de efectos fisiológicos, incluidos sentimientos de miedo y temblores. Aunque esto se sabía desde hace muchos años, Tandy y Lawrence fueron las primeras personas en vincularlo con avistamientos fantasmales.
Tandy también apareció en el documental Ghosts on the London Underground.

## Muerte
Tandy murió en julio de 2005, a la edad de 50 años. Le sobrevivieron su esposa y un hijo adulto.